# Raúl Sanz Jiménez
Raúl Sanz Jiménez (Igea, La Rioja 26 de septiembre de 1949-Pamplona, 9 de mayo de 2024) fue un empresario y político español. Diputado del Parlamento de La Rioja (1983-1987).

## Biografía
Nació en la localidad riojana de Igea en 1949. Su actividad política le llevó a formar parte del Parlamento riojano, en su I legislatura (1983-1987), dentro de las filas socialistas, donde formó parte de las comisiones de Hacienda, Economía y presupuesto; y de Industria, Comercio, Turismo y Obras públicas. Posteriormente, se presentó en diferentes candidaturas a la alcaldía en su pueblo natal, no consiguiendo ser alcalde de Igea.
Su actividad empresarial, le llevó primero a la industria del mobiliario especializada en la fabricación de puertas para muebles de cocina. Fundó el Grupo Sanz, con una primera fábrica, Muebles Hersanz S.L., en su localidad natal, Igea. Desde allí se extendió por toda la geografía española: Cintruénigo (Gimsa Navarra de Complementos S.L.), Fitero (Artesanz Mobiliario S.L. y Madera Express Sanz S. L.), La Carolina, Jaén (Gimsanz Complementos del mueble S.L.) y Ólvega, Soria (Gimsa Mobel). En total, la plantilla del grupo empresarial superaba los trescientos trabajadores, cuando en 2007 decidió pasar la dirección del grupo a sus hijos, y comenzar una nueva etapa.
En 2007, su visión empresarial le hizo dedicarse a las plantaciones de manzanas en el valle del Linares. Creó la Finca Señorío de Rioja, donde se especializó en la fruticultura (cerezas, ciruelas, manzanas, peras...) con extensas superficies en la Comarca de Cervera (Igea, Cornago y Cervera del Río Alhama), Valverde de Ágreda (Soria) y una central de distribución en Fitero (Navarra). Sus cultivos se han dirigido especialmente al mercado gourmet nacional e internacional.
Durante el verano de 2013, su hijo Raúl, de trece años de edad, falleció en un accidente en un camino agrícola de las parcelas de cultivo. Para su recuerdo, Raúl creó el sello Raulito ese mismo año, como distintivo de las frutas ecológicas.
El 2 de mayo ingresó de urgencia en la Clínica Universidad de Navarra, donde falleció en la madrugada del 9 de mayo a la edad de 74 años.